# Frontera entre Etiopía y Somalia
La frontera entre Etiopía y Somalia, únicamente terrestre, mide aproximadamente 1 600 kilómetros. Está dividida en dos. Su parte sur, a lo largo de la antigua colonia de la Somalia italiana, nunca fue objeto de una demarcación y es discutida todavía. Su parte norte, entre Somalilandia y Etiopía fue delimitada y amojonada a comienzos de los años 1930.

## Descripción

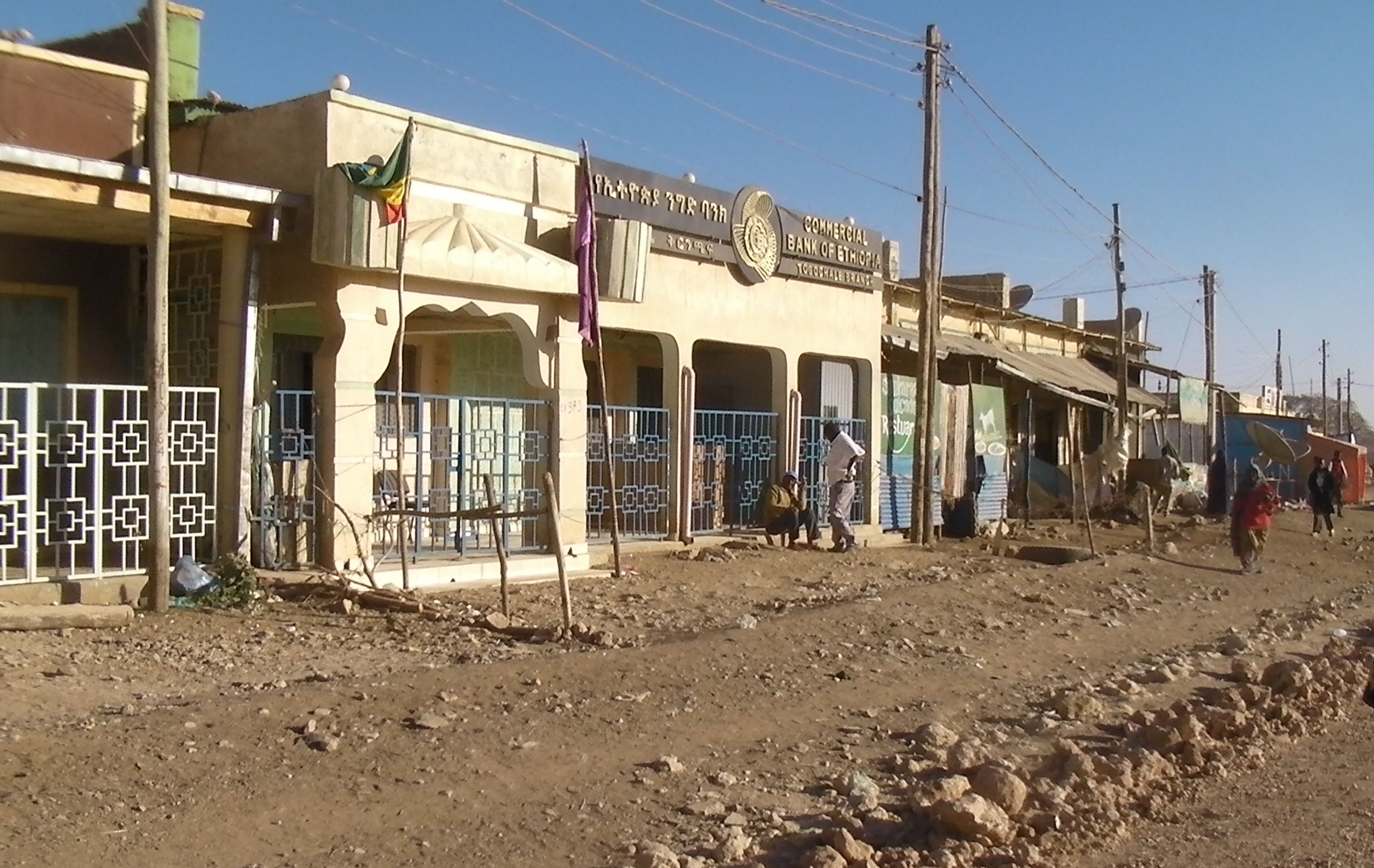
La ciudad de Tog Wajaale se encuentra cercana a la frontera.

De norte a sur, comienza en la triple frontera Etiopía-Somalia-Yibuti, después es irregular en dirección al sudeste hasta que alcance el paralelo 8° norte y parte de lleno hasta el meridiano 48° este. Sigue en dirección suroeste, hasta alcanzar el río Chébéli, antes de seguir en una línea irregular para llegar finalmente cerca de la ciudad keniana de Mandera. Una parte de la frontera constituye una delimitación administrativa temporal.
La parte sur comprende una línea que «parte de Dolo, hasta la confluencia del Daua y del Ganale; se dirige hacia las fuentes del Maidaba y continua hasta la Ouebi-Scebeli » (artículo 1º). Esta línea está trazada de acuerdo a los «territorios tribales».
La parte norte inicia del punto 47° E 8° N, después sigue una recta hasta el punto 44° E 9° N. Después hasta Moga Medir (Jifu Meider). Sigue luego la llanura del Tug Wajale, pasa por Beyu Anod, después prosigue a lo largo de una ruta de caravanas hasta la trijunción con la actual república de Yibuti.

## Historia

### Fijación

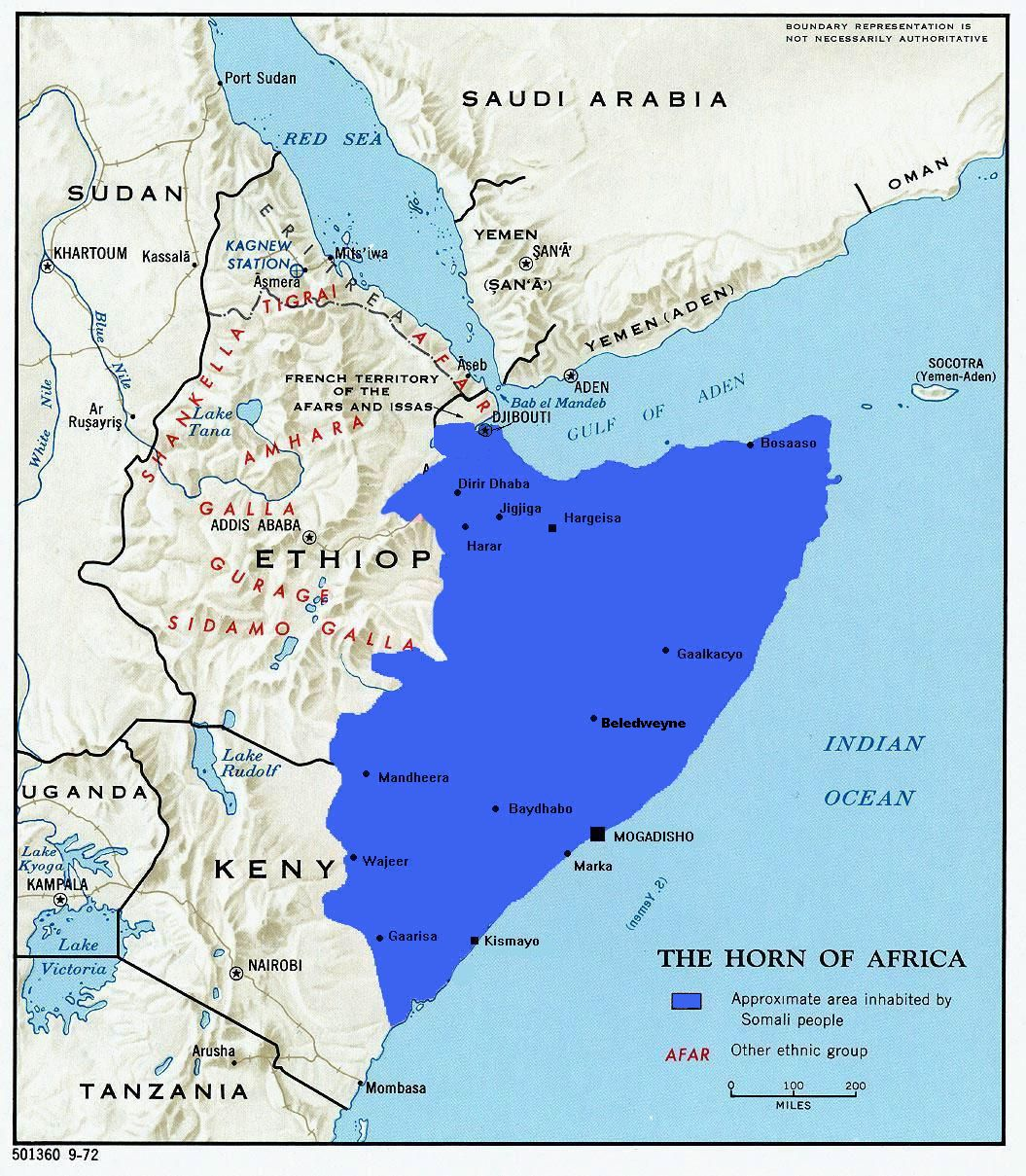
El espacio de la Gran Somalia, reivindicada por Somalia desde 1960.

La parte sur de esta frontera fue fijada por un acuerdo italo-etíopie del 16 de mayo de 1908. Nunca ha sido delimitada ni amojonada sobre el terreno.
La parte norte fue determinada por el acuerdo anglo-etíopie del 14 de mayo de 1897. Fue delimitada y amojonada por una misión anglo-etíopie entre 1931 y 1935 y validada por un acuerdo del 28 de marzo de 1935.

### Impugnación
El incidente fronterizo de Welwel el 5 de diciembre de 1934 sirvió de pretexto para la invasión de Etiopía por Italia en 1935.
Desde su creación en 1960, la República de Somalia reivindica los territorios que estarían poblados de «somalíes», incluyendo por tanto el Ogaden etíopie. Esta reivindicación ha causado dos guerras entre ambos países, en 1963-1964 y en 1977-1978.